# Chajim
Chajim (hebrejsky חַיִּים‎) je rodné hebrejské jméno užívané od středověku, mezi Židy stále populární.
Další anglické přepisy jsou Haim, Hayim, Chayyim, Chaim. „Chajim“ doslova znamená život. Proto bylo jméno často užíváno vlivem kabaly jako přidané druhé jméno nemocným, aby se uzdravili. Podle gematrie má „chaj“ (živý) hodnotu 18, takže 18 je lidové šťastné číslo.

## Nositelé
- Chajim Arlozorov – sionistický vůdce
- Chajim Bar-Lev – izraelský generál
- Chajim Nachman Bialik – izraelský básník
- Chaim Berlin – aškenázský rabín
- Josef Chajim Brenner – hebrejský spisovatel
- Jisra'el Chajim Bruna – německý rabín
- Chaim Klein – čs. synagogální kantor
- Chajim Farchi – židovský učenec, rádce galilejských vládců
- Chajim Herzog – izraelský prezident
- Chajim Chermeš – parašutista, účastník operace Amsterdam
- Chajim Laskov – izraelský generál
- Chajim Landau – izraelský politik
- Chajim Levanon – izraelský politik
- Moše Chajim Luzzatto – italský rabín a kabalista
- Chaim Potok – americký spisovatel
- Chajim Ramon – izraelský politik
- Chajim Soutine – židovský malíř
- Chajim-Moše Šapira – izraelský politik
- Chajim Topol – izraelský herec
- Chajim Weizmann – izraelský chemik a prezident

### Pseudonymy
- Chafec Chajim – rabín a etik

## Místní názvy
- Chafec Chajim – izraelská vesnice
- Kirjat Chajim – čtvrť izraelského města Haify
- Ma'oz Chajim – izraelská vesnice